# Centennial Flame

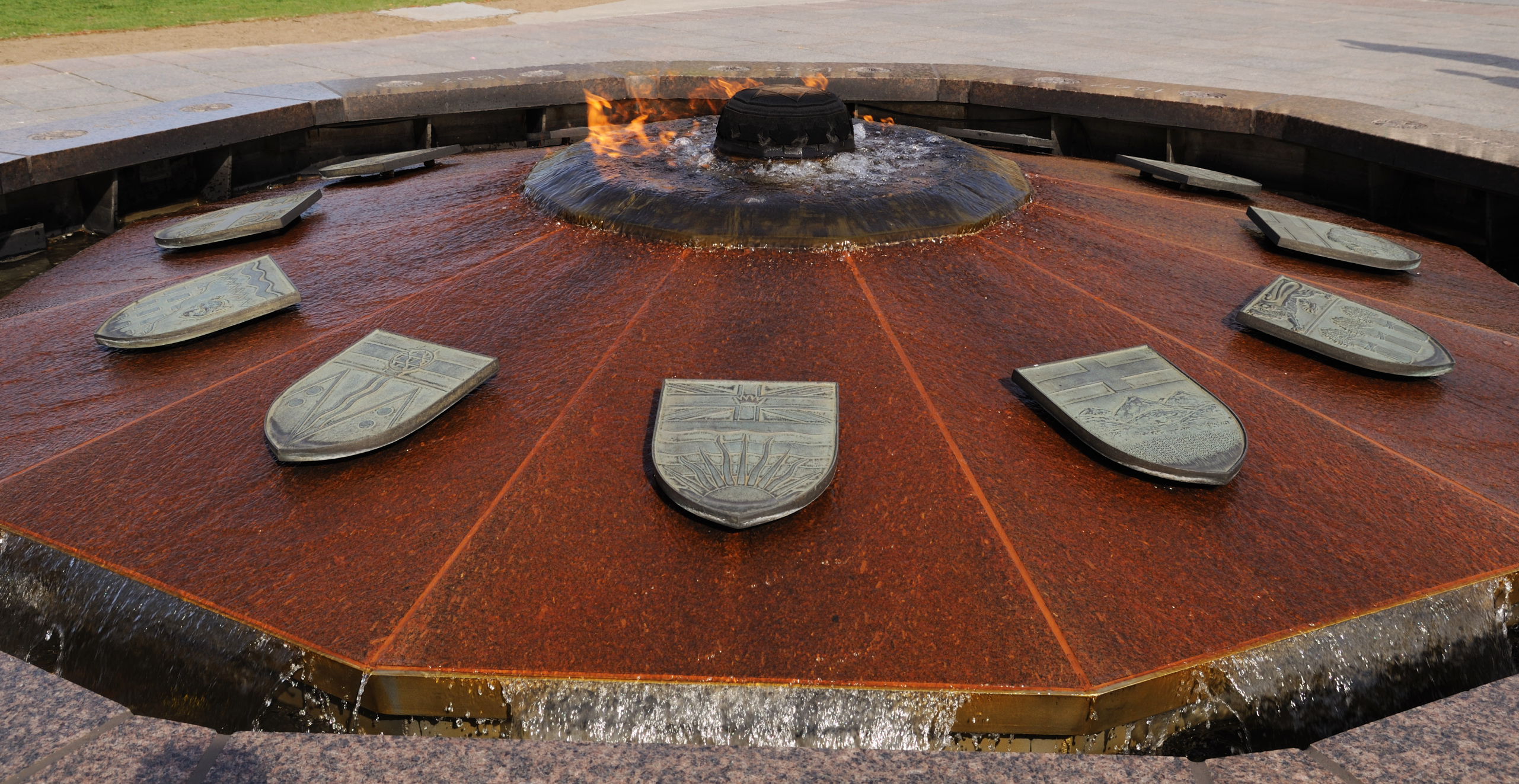
Centennial Flame

Die Centennial Flame ist eine symbolische Flamme, die sich symmetrisch auf dem Fußweg zwischen den Queen’s Gates und dem Peace Tower des kanadischen Parlaments in Ottawa in einem Springbrunnen befindet.
Die Flamme wurde am Silvesterabend 1966 durch den damaligen Premierminister Lester Pearson entzündet. Der Anlass war die Eröffnung der Feierlichkeiten zum 100-jährigen Bestehen der Kanadischen Konföderation. Die lang andauernden Feierlichkeiten im Jahr 1967 (Canadian Centennial) sind im ganzen Land begangen worden. Ursprünglich hätte die Flamme Ende 1967 wieder abgestellt werden sollen, was durch den Widerstand der Bevölkerung verhindert wurde.
Die Flamme befindet sich inmitten eines Beckens vor dem Hauptgebäude, welche die Wappen der Provinzen und Territorien Kanadas tragen, wie sie 1966 bestanden. Zwischen diesen Wappen läuft das Wasser aus dem Springbrunnen. Die Centennial Flame ist keine ewige Flamme, da sie wetterabhängig und zu Wartungs- und Reinigungszwecken kurzzeitig abgeschaltet wird. Die Flamme wird durch aus dem Wasser austretendes und sich dann entzündendes Erdgas gebildet. Im Jahr 2006 fanden Renovationsarbeiten am Springbrunnen statt.